# Misia Greatest Hits
Misia Greatest Hits és el primer àlbum recopilatori de la cantant japonesa Misia i l'últim sota el segell d'Arista Japan, editat el 3 de març de 2002. Va vendre'n 587.210 còpies durant la primera setmana, i es va situar a la primera de les llistes japoneses durant dues setmanes consecutives. Misia Greatest Hits va ser l'àlbum recopilatori amb més vendes del 2002. És el 30è millor àlbum recopilatori quant a vendes, i el 90è en general de tots els temps al Japó. L'àlbum inclou un vídeo musical millorat per al tema inèdit, «Amai Koibito», amb Melonpan.

## Llista de cançons
| Núm. | Títol | Durada |
| ---- | --- | ------ |
| 1.   | «Tsutsumikomu Yō ni... (つつみ込むように…, Like Being Wrapped Up...)» (de Mother Father Brother Sister)                   | 5:39   |
| 2.   | «Hi no Ataru Basho (陽のあたる場所, A Place in the Sun)» (de Mother Father Brother Sister)                                | 5:15   |
| 3.   | «Kisu Shite Dakishimete (キスして抱きしめて, Kiss and Hold me)» (de Mother Father Brother Sister)                         | 5:08   |
| 4.   | «Into the Light» (de The Glory Day)                                                                                       | 6:20   |
| 5.   | «The Glory Day» (de The Glory Day)                                                                                        | 8:36   |
| 6.   | «Believe» (de Love Is the Message)                                                                                        | 4:50   |
| 7.   | «Wasurenai Hibi (忘れない日々, Unforgettable Days)» (de Love Is the Message)                                              | 5:46   |
| 8.   | «Sweetness» (de Love Is the Message)                                                                                      | 5:53   |
| 9.   | «It's Just Love» (de Love Is the Message)                                                                                 | 6:25   |
| 10.  | «Escape» (de Marvelous)                                                                                                   | 4:56   |
| 11.  | «Everything» (de Marvelous)                                                                                               | 7:47   |
| 12.  | «Hatenaku Tsuzuku Sutōrī (Live version) (果てなく続くストーリー (Live version), Never Ending Story)» (de Kiss in the Sky) | 6:43   |
| 13.  | «Amai Koibito (甘い恋人, Sweet Lover)» (Enhanced Music Video)                                                             | 3:04   |

## Llistes

### LlistaOriconde vendes
| Llançament  | Llista                          | Posició            | Vendes debut | Vendes totals | Duració     |
| ----------- | ------------------------------- | ------------------ | ------------ | ------------- | ----------- |
| 3 març 2002 | Llista Oricon diària d'àlbums   | 1                  |              |               |             |
| 3 març 2002 | Llista Oricon setmanal d'àlbums | 1                  | 587.210      | 1.852.164     | 68 setmanes |
| 3 març 2002 | Llista Oricon mensual d'àlbums  | 1 (març) 7 (abril) |              |               |             |
| 3 març 2002 | Llista Oricon anual d'àlbums    | 4                  |              |               |             |

### Llista de vendes físiques
| Llista                              | Posició |
| ----------------------------------- | ------- |
| lista Oricon diària d'àlbums        | 1       |
| Llista Oricon setmanal d'àlbums     | 1       |
| Llista Oricon mensual d'àlbums      | 1       |
| Llista Soundscan d'àlbums(Només CD) | 1       |